# هوتا ماسايوشي
هوتا ماسايوشي (باليابانية: 堀田正睦؛ بالكانا: ほった まさよし) هو ساموراي ياباني، ولد في 30 أغسطس 1810 في إيدو في اليابان، وتوفي في 26 أبريل 1864 في ساكورا في اليابان.

## وصلات خارجية
- هوتا ماسايوشي على موقع الموسوعة البريطانية (الإنجليزية)